# Lịch sử tội phạm có tổ chức tại Sài Gòn
Trong lịch sử lâu đời của đất Sài Gòn, Việt Nam, đã từng có nhiều thời kỳ các nhóm tội phạm có tổ chức thống trị, lúc này hay lúc khác kiểm soát các hoạt động phi pháp trong thành phố. Danh sách các tội phạm có tổ chức tại Sài Gòn kéo dài từ thời những toán cướp trên sông Bình Xuyên đầu những năm 1920 đến thời kì của "Tứ đại thiên vương" những năm 60 và kết thúc với thời đại của Năm Cam những năm 90.

## Từ những toán cướp trên sông đến buôn thuốc phiện: Bộ đội Bình Xuyên
Trước khi trở thành một tổ chức quân sự độc lập thuộc Quân đội Quốc gia Việt Nam, Bộ đội Bình Xuyên vào những năm 1920 là một lực lượng quân sự có tổ chức lỏng lẻo gồm các băng nhóm giang hồ hoạt động như những tên cướp biển, chuyên moi tiền bảo vệ từ những du khách đi thuyền tam bản qua kênh rạch đến bến tàu Chợ Lớn. Họ cũng thi thoảng vào khu vực Sài Gòn — Chợ Lớn bắt cóc, cướp của hoặc đòi tiền từ những gia đình giàu có và chia cho dân nghèo. Năm 1949, Hoàng đế Bảo Đại ra sắc lệnh rằng tất cả các lực lượng quân sự không phải quân Cộng sản trong nước được phép hoạt động độc lập trong một quân đội chính để giải quyết vấn đề quân đội quốc gia quá nhỏ. Ít lâu sau, Bảy Viễn (tức Lê Văn Viễn), lãnh đạo một bộ phận lớn quân Bình Xuyên được phong quân hàm Thiếu tướng trong Quân đội Quốc gia Việt Nam và quân đội của ông trở thành Quân đội Quốc gia Bình Xuyên, một đội quân tự cấp kinh phí có nguồn thu từ các nhà thổ và sòng bài hoạt động phi pháp; Bảy Viễn cưỡng đoạt quyền kiểm soát các sòng bạc từ các nhóm tội phạm có tổ chức người Macan.
Dù được coi là một tổ chức quân sự hợp pháp, nhưng đến năm 1954, Lực lượng Bình Xuyên đã nắm quyền kiểm soát tất cả các ổ thuốc phiện ở Sài Gòn và đứng đầu việc phân phối thuốc phiện khắp miền Nam Việt Nam. Cho rằng CIA đang kiểm soát việc lập ra các nhóm bán quân sự ở Colombia và Peru để chi phối hoạt động buôn bán cocaine trong những năm 80 và CIA hợp tác với JSOC để kiểm soát hoạt động buôn bán heroin ở Afghanistan, cùng sự hợp tác giữa CIA với các băng đảng Mexico nhằm thống lĩnh hoạt động buôn bán heroin ở Thổ Nhĩ Kỳ, hoặc Tây Ban Nha sử dụng các nhóm tội phạm có tổ chức người Macan hợp tác với Pháp và Ý kiểm soát hành lang ma túy Đông Bắc Phi.

## Thập niên 60 và thời đại của "Tứ đại thiên vương"
Sài Gòn, tức Thành phố Hồ Chí Minh ngày nay, có lịch sử hoạt động lâu dài của các nhóm tội phạm có tổ chức, thường hoạt động phi pháp mà sinh lời trong thành phố. Những năm 1960 đến trước năm 1975, giới giang hồ Sài Gòn có bốn đại cao thủ, gọi là "Tứ đại thiên vương": Đại — Tỳ — Cái — Thế. Đó là Đại Cathay, Huỳnh Tỳ, Ngô Văn Cái và Ba Thế; trong đó Đại đứng đầu trong bốn tên giang hồ máu mặt nhất đất Sài Gòn. Lúc bấy giờ, Đại Cathay nhận bảo kê hầu hết các cơ sở phi pháp như động mại dâm, tiệm hút chích, sàn nhảy từ quận 1 đến quận 3 Sài Gòn, và giao du với một đám sinh viên, kỹ sư, bác sĩ con nhà gia thế, trong đó có Hoàng Sayonara, người hoạch định chiến lược làm ăn cho Đại khi tổ chức sòng bạc thu lợi lớn. Đại trở nên giàu có, có quyền có thế trong giới giang hồ. Đại Cathay dìu dắt Năm Cam, một tên trùm giang hồ sau này tạo dựng địa bàn riêng ở Sài Gòn trong những năm 90, và chủ yếu kinh doanh sòng bạc, một phương pháp mà hắn học được trong thời gian theo chân Đại Cathay.

### "Con ngựa điên" tại Chợ Lớn
Những năm 60 tại Chợ Lớn, có một số băng đảng và mafia khác nhau. Trong số những tên giang hồ nổi danh nhất Chợ Lớn là Tín Thầu Dậu hay Tín Mã Nàm, có biệt danh là "con ngựa điên", là ông trùm giới Hắc Đạo người Hoa, giữ vai trò Hồng Trượng trong Hội Tam Hoàng chi nhánh Sài Gòn — Chợ Lớn, là thành viên cấp cao thứ hai chỉ đứng sau Hoàng Long (黃龍). Tín Mã Nàm từng được liệt vào hàng "Tứ đại thiên vương" Đại — Tỳ — Cái — Thế, là một giang hồ máu mặt đất Sài Gòn. Nàm thu lợi phần lớn từ việc buôn thuốc phiện và bạch phiến tại Sài Gòn cùng các hoạt động phi pháp khác và các sòng bạc.
Một trong những sự kiện lớn thời gian này là cuộc đại chiến giữa Đại Cathay với Tín Mã Nàm, khi Đại muốn bành trướng thế lực xuống Chợ Lớn vốn là lãnh địa của Nàm. Năm 1964, một cuộc chiến đẫm máu xảy ra giữa đôi bên khi Đại cùng đồng bọn tấn công khu Đại Thế giới tại Chợ Lớn bằng đao, kiếm, côn và lưỡi lê. Dù băng nhóm của Đại dành phần lớn ưu thế trong cuộc chiến, nhưng băng nhóm của Tín Mã Nàm sau khi trấn tĩnh lại cũng lấy vũ khí của họ đánh trả phản công, khiến băng của Đại bị đánh chém tơi tả, phải mở đường máu chạy thoát thân. Tuy nhiên, cuộc tập kích liều lĩnh ấy khiến nhiều người sợ tránh các sòng bài và cơ sở kinh doanh của Tín Mã Nàm, là những nơi xảy ra cuộc chiến đẫm máu, khiến công việc kinh doanh của ông rơi vào đà sa sút.

## Thập niên 90 và thời đại của Năm Cam
Trương Văn Cam, tức Năm Cam bước vào thế giới ngầm Sài Gòn và được Huỳnh Tỳ, một trong "Tứ đại thiên vương" đất Sài Gòn lúc bấy giờ, giúp thoát nạn trong một vụ thanh toán bằng súng và nâng đỡ. Nhưng sau khi Sài Gòn thất thủ năm 1975, thì thời đại của "Tứ đại thiên vương" Đại — Tỳ — Cái — Thế cũng chấm hết, Huỳnh Tỳ đi theo Năm Cam dù hơn Năm Cam 3 tuổi. Sau nhiều năm trong trại cải tạo, Năm Cam được trả tự do và nhanh chóng vươn lên đứng đầu trong thế giới ngầm Sài Gòn nhờ khối tài sản kếch sù do kinh doanh sòng bạc phi pháp. Năm Cam hối lộ các quan chức cấp cao để cho phép hắn làm ăn yên ổn và công khai trong suốt những năm 90 đến năm 2000, khi Năm Cam ra lệnh ám sát một đối thủ là nữ trùm xã hội đen Dung Hà. Năm Cam bị bắt, bị kết tội giết người năm 2003 và nhận án tử hình vào năm 2004, chấm dứt thời kì đứng đầu Sài Gòn.